# Frederik Olsen (Politiker, 1882)
Simon Jakob Frederik "Fale" Olsen (* 5. April 1882 in Sisimiut; † 1969) war ein grönländischer Landesrat.

## Leben
Frederik Olsen war der Sohn von Thomas Kristoffer Samuel Olsen (1843–1919) und Johanne Gjertrud Kirsten Inger Johansen (1854–1911). Die Missionare Gustav Olsen (1878–1950) und Julius Olsen (1887–1972) und der Expeditionsteilnehmer Jakob Olsen (1890–1936) waren seine Brüder.
Frederik Olsen begann 1904 für Den Kongelige Grønlandske Handel zu arbeiten. Er war einige Zeit Udstedsverwalter in Qerrortusoq und Itilleq. Er war Mitglied des Gemeinderats und saß von 1927 bis 1932 eine Periode im südgrönländischen Landesrat. Erst 1960 setzte er sich im Alter von 78 Jahren zur Ruhe. Er erhielt 1955 die Auszeichnung der König-Christian-und-Königin-Alexandrines-Stiftung und war Träger der Kongelige Belønningsmedalje für seine langjährige Arbeit.